# Neuvic (tổng)
Tổng Neuvic là một tổng của Pháp tọa lạc tại tỉnh Corrèze trong vùng Lumousin.

## Địa lý
Tổng này được tổ chức xung quanh Neuvic trong quận Ussel. Độ cao khu vực này là 321 m (Neuvic) đến 706 m (Palisse) độ cao trung bình trên mực nước biển là 624 m.

## Hành chính
| Giai đoạn | Ủy viên   | Đảng | Tư cách           |
| --------- | --------- | ---- | ----------------- |
| 2004-2011 | Henri Roy | PS   | Thị trưởng Neuvic |

### Kết quả bầu cử tổng này ngày 21 tháng 3 năm 2004
- Henri Roy (PS), thị trưởng Neuvic
- Gérard Nussac (UMP)
- Jean-Pierre Morin (FN)

## Phân chia đơn vị hành chính
Tổng Neuvic được chia thành 10 xã và khoảng 3 804 người (điều tra dân số năm 1999 không tính trùng dân số).
| Xã                       | Dân số | Mã bưu chính | Mã insee |
| ------------------------ | ------ | ------------ | -------- |
| Chirac-Bellevue          | 205    | 19160        | 19055    |
| Lamazière-Basse          | 286    | 19160        | 19102    |
| Liginiac                 | 630    | 19160        | 19113    |
| Neuvic                   | 1 850  | 19160        | 19148    |
| Palisse                  | 226    | 19160        | 19157    |
| Roche-le-Peyroux         | 84     | 19160        | 19175    |
| Saint-Étienne-la-Geneste | 61     | 19160        | 19200    |
| Saint-Hilaire-Luc        | 87     | 19160        | 19210    |
| Sainte-Marie-Lapanouze   | 43     | 19160        | 19219    |
| Sérandon                 | 332    | 19160        | 19256    |

## Thông tin nhân khẩu
| 1962                                                     | 1968  | 1975  | 1982  | 1990  | 1999  |
| -------------------------------------------------------- | ----- | ----- | ----- | ----- | ----- |
| 4 079                                                    | 4 571 | 4 055 | 3 973 | 3 829 | 3 804 |
| Nombre retenu à partir de 1962 : dân số không tính trùng |       |       |       |       |       |